# Song Yuxin
Song Yuxin ( chinês :宋宇新; nascida em 18 de outubro de 2005) é uma enxadrista chinesa detentora dos títulos de Grande Mestre Feminina  (WGM) e Mestre Internacional (MI). Em 2024, conquistou a medalha de bronze individual na 45ª Olimpíada de Xadrez, realizada em Budapeste, Hungria.

## Carreira
Song Yuxin representou seu país nos Campeonatos Mundiais e Asiáticos de Xadrez Juvenil. Em 2018, conquistou a medalha de prata no Campeonato Mundial de Xadrez Juvenil na categoria feminina sub-14.
Desde 2020, Song Yuxin participa regularmente das finais do Campeonato Chinês de Xadrez Feminino. Sua melhor conquista neste torneio foi o 2º lugar em 2023.
Em 2025, venceu o Campeonato Asiático Feminino, classificando para a Copa do Mundo Feminina